# Antoine et Colette
 (juillet 2025).
Série
Les Quatre Cents Coups
(1959) Baisers volés
(1968)
Pour plus de détails, voir Fiche technique et Distribution.
Antoine et Colette est un court-métrage (ou moyen-métrage selon les définitions) réalisé par François Truffaut et sorti en 1962 en tant que segment du film à sketches L'Amour à 20 ans. On y retrouve le personnage d'Antoine Doinel, quelques années après Les Quatre Cents Coups et avant Baisers volés. Le film, qui constituait à l'origine le segment Paris de L'Amour à 20 ans, réalisé aux côtés de Shintaro Ishihara, Marcel Ophüls, Renzo Rossellini et Andrzej Wajda, a également été diffusé individuellement, à la télévision comme en vidéo.

## Synopsis
Antoine Doinel a 17 ans et vit place de Clichy, au deuxième étage du 1 rue Forest. Il travaille chez Philips, dans une usine de fabrication de disques. Lors d'un concert aux Jeunesses musicales, il est attiré par une jeune fille. Antoine s'approche d'elle et obtient son numéro de téléphone. Elle s'appelle Colette. Ils se rencontrent plusieurs fois aux concerts et bavardent. Antoine lui rend visite chez ses parents, qui l'invitent à dîner et semblent contents du nouveau soupirant de leur fille. Pour être plus près d'elle, Antoine emménage dans un studio en face de la famille de Colette. Il lui envoie une déclaration d'amour, mais Colette ne partage pas ses sentiments. Très blessé, Antoine se terre dans son studio et ne sort plus. Colette passe chez lui pour l'inviter à dîner. Toute la famille croit que les jeunes gens iront au concert ensemble. Mais c'est alors qu'arrive Albert, un jeune homme plus mûr et plus sûr de lui, auprès de qui Antoine dépité paraît encore un adolescent ; il sort avec Colette (« On s‘tire ! » dit-elle). Les parents, déçus, s'installent pour regarder la télévision avec Antoine…

## Fiche technique
- Titre : Antoine et Colette, sketch de L'Amour à 20 ans
- Scénario, dialogue et mise en scène : François Truffaut
- Photographie : Raoul Coutard
- Musique : Georges Delerue
- Production : Ulysse Production
- Format : 35 mm
- Noir et blanc
- Durée : 29 min
- Date de sortie : 22 juin 1962

## Distribution
- Jean-Pierre Léaud : Antoine Doinel
- Marie-France Pisier : Colette
- Rosy Varte : la mère de Colette
- François Darbon : le beau-père de Colette
- Patrick Auffay : René Bigey
- Jean-François Adam : Albert Tazzi
- Henri Serre : voix du narrateur

## Production
Le court-métrage s'ouvre sur un plan embrassant le boulevard et le passage de Clichy : on y voit notamment le Gaumont Palace avec Le Comte de Monte-Christo à l'affiche. 
L'immeuble anguleux où loge Antoine Doinel est situé entre la rue Forest et le passage de Clichy, avec vue sur le lycée Jules-Ferry.
On voit également l'extérieur de la salle Pleyel où Antoine Doinel rencontre Colette.

## Diffusion
En zone 1, le film est disponible en DVD avec Les Mistons. En France, il a été édité en bonus sur le DVD de Baisers volés.